# Lista över fornlämningar i Varbergs kommun (Lindberg)
Lista över fornlämningar i Varbergs kommun (Lindberg) är en förteckning av ett urval av de fornlämningar som finns i Lindberg i Varbergs kommun.
| Namn                          | Lämningstyp  | Tillkomsttid | Historisk indelning | Plats | Läge                 | ID-nr          | Bild                                 |
| ----------------------------- | ------------ | ------------ | ------------------- | ----- | -------------------- | -------------- | ------------------------------------ |
| Lindberg 1:1                  | Hög          |              | Lindberg, Halland   |       | 57.134250, 12.312570 | 10147600010001 | Ladda upp en bild av detta fornminne |
| Lindberg 2:1                  | Hög          |              | Lindberg, Halland   |       | 57.131789, 12.308212 | 10147600020001 | Ladda upp en bild av detta fornminne |
| Lindberg 3:1                  | Stensättning |              | Lindberg, Halland   |       | 57.135999, 12.295311 | 10147600030001 | Ladda upp en bild av detta fornminne |
| Lindberg 4:1                  | Hög          |              | Lindberg, Halland   |       | 57.135313, 12.307063 | 10147600040001 | Ladda upp en bild av detta fornminne |
| Lindberg 4:2                  | Stensättning |              | Lindberg, Halland   |       | 57.135246, 12.307330 | 10147600040002 | Ladda upp en bild av detta fornminne |
| Lindberg 4:3                  | Stensättning |              | Lindberg, Halland   |       | 57.135516, 12.306813 | 10147600040003 | Ladda upp en bild av detta fornminne |
| Lindberg 5:1                  | Hög          |              | Lindberg, Halland   |       | 57.142140, 12.311457 | 10147600050001 | Ladda upp en bild av detta fornminne |
| Lindberg 5:2                  | Stensättning |              | Lindberg, Halland   |       | 57.142377, 12.312038 | 10147600050002 | Ladda upp en bild av detta fornminne |
| Lindberg 8:1                  | Röse         |              | Lindberg, Halland   |       | 57.137712, 12.291429 | 10147600080001 | Ladda upp en bild av detta fornminne |
| Lindberg 9:1                  | Röse         |              | Lindberg, Halland   |       | 57.138851, 12.289872 | 10147600090001 | Ladda upp en bild av detta fornminne |
| Lindberg 9:2                  | Röse         |              | Lindberg, Halland   |       | 57.138739, 12.290534 | 10147600090002 | Ladda upp en bild av detta fornminne |
| Lindberg 10:1                 | Röse         |              | Lindberg, Halland   |       | 57.136167, 12.294469 | 10147600100001 | Ladda upp en bild av detta fornminne |
| Lindberg 10:2                 | Stensättning |              | Lindberg, Halland   |       | 57.136172, 12.294234 | 10147600100002 | Ladda upp en bild av detta fornminne |
| Lindberg 11:1                 | Stensättning |              | Lindberg, Halland   |       | 57.152790, 12.310105 | 10147600110001 | Ladda upp en bild av detta fornminne |
| Lindberg 18:1                 | Röse         |              | Lindberg, Halland   |       | 57.145464, 12.288840 | 10147600180001 | Ladda upp en bild av detta fornminne |
| Lindberg 19:1                 | Stensättning |              | Lindberg, Halland   |       | 57.152286, 12.262112 | 10147600190001 | Ladda upp en bild av detta fornminne |
| Lindberg 23:1                 | Hög          |              | Lindberg, Halland   |       | 57.157699, 12.306703 | 10147600230001 | Ladda upp en bild av detta fornminne |
| Lindberg 23:2                 | Hög          |              | Lindberg, Halland   |       | 57.157821, 12.306825 | 10147600230002 | Ladda upp en bild av detta fornminne |
| Lindberg 24:1                 | Stensättning |              | Lindberg, Halland   |       | 57.169801, 12.324590 | 10147600240001 | Ladda upp en bild av detta fornminne |
| Lindberg 25:1                 | Stensättning |              | Lindberg, Halland   |       | 57.181551, 12.321160 | 10147600250001 | Ladda upp en bild av detta fornminne |
| Lindberg 29:1                 | Stensättning |              | Lindberg, Halland   |       | 57.168810, 12.289971 | 10147600290001 | Ladda upp en bild av detta fornminne |
| Lindberg 30:1                 | Stensättning |              | Lindberg, Halland   |       | 57.153979, 12.261392 | 10147600300001 | Ladda upp en bild av detta fornminne |
| Lindberg 30:2                 | Stensättning |              | Lindberg, Halland   |       | 57.154197, 12.261797 | 10147600300002 | Ladda upp en bild av detta fornminne |
| Lindberg 31:1                 | Stensättning |              | Lindberg, Halland   |       | 57.178927, 12.280427 | 10147600310001 | Ladda upp en bild av detta fornminne |
| Lindberg 32:1                 | Stensättning |              | Lindberg, Halland   |       | 57.174140, 12.270324 | 10147600320001 | Ladda upp en bild av detta fornminne |
| Lindberg 33:1                 | Hällristning |              | Lindberg, Halland   |       | 57.173243, 12.274545 | 10147600330001 | Ladda upp en bild av detta fornminne |
| Lindberg 34:1                 | Stensättning |              | Lindberg, Halland   |       | 57.172340, 12.257610 | 10147600340001 | Ladda upp en bild av detta fornminne |
| Nola rös (Lindberg 35:1)      | Gravfält     |              | Lindberg, Halland   |       | 57.171289, 12.261455 | 10147600350001 | Ladda upp en bild av detta fornminne |
| Lindberg 36:1                 | Hög          |              | Lindberg, Halland   |       | 57.170352, 12.262936 | 10147600360001 | Ladda upp en bild av detta fornminne |
| Lindberg 36:2                 | Stensättning |              | Lindberg, Halland   |       | 57.170487, 12.262857 | 10147600360002 | Ladda upp en bild av detta fornminne |
| Lindberg 37:1                 | Röse         |              | Lindberg, Halland   |       | 57.169104, 12.262403 | 10147600370001 | Ladda upp en bild av detta fornminne |
| Lindberg 37:2                 | Stensättning |              | Lindberg, Halland   |       | 57.168849, 12.262549 | 10147600370002 | Ladda upp en bild av detta fornminne |
| Pigepatten (Lindberg 38:1)    | Röse         |              | Lindberg, Halland   |       | 57.166975, 12.259979 | 10147600380001 | Ladda upp en bild av detta fornminne |
| Lindberg 42:1                 | Röse         |              | Lindberg, Halland   |       | 57.166239, 12.255009 | 10147600420001 | Ladda upp en bild av detta fornminne |
| Lindberg 43:1                 | Röse         |              | Lindberg, Halland   |       | 57.166075, 12.257933 | 10147600430001 | Ladda upp en bild av detta fornminne |
| Lindberg 45:1                 | Röse         |              | Lindberg, Halland   |       | 57.167414, 12.266957 | 10147600450001 | Ladda upp en bild av detta fornminne |
| Lindberg 46:1                 | Röse         |              | Lindberg, Halland   |       | 57.166234, 12.265648 | 10147600460001 | Ladda upp en bild av detta fornminne |
| Lindberg 46:2                 | Stensättning |              | Lindberg, Halland   |       | 57.166531, 12.265250 | 10147600460002 | Ladda upp en bild av detta fornminne |
| Lindberg 47:1                 | Gravfält     |              | Lindberg, Halland   |       | 57.165028, 12.260373 | 10147600470001 | Ladda upp en bild av detta fornminne |
| Lindberg 48:1                 | Röse         |              | Lindberg, Halland   |       | 57.165148, 12.268247 | 10147600480001 | Ladda upp en bild av detta fornminne |
| Lindberg 50:1                 | Röse         |              | Lindberg, Halland   |       | 57.166817, 12.247407 | 10147600500001 | Ladda upp en bild av detta fornminne |
| Lindberg 54:1                 | Röse         |              | Lindberg, Halland   |       | 57.158096, 12.234730 | 10147600540001 | Ladda upp en bild av detta fornminne |
| Lindberg 55:1                 | Röse         |              | Lindberg, Halland   |       | 57.160151, 12.237147 | 10147600550001 | Ladda upp en bild av detta fornminne |
| Lindberg 55:2                 | Stensättning |              | Lindberg, Halland   |       | 57.159837, 12.237362 | 10147600550002 | Ladda upp en bild av detta fornminne |
| Lindberg 55:3                 | Stensättning |              | Lindberg, Halland   |       | 57.159944, 12.237646 | 10147600550003 | Ladda upp en bild av detta fornminne |
| Lindberg 55:4                 | Stensättning |              | Lindberg, Halland   |       | 57.159766, 12.237647 | 10147600550004 | Ladda upp en bild av detta fornminne |
| Lindberg 56:1                 | Röse         |              | Lindberg, Halland   |       | 57.141697, 12.216944 | 10147600560001 | Ladda upp en bild av detta fornminne |
| Lindberg 56:2                 | Röse         |              | Lindberg, Halland   |       | 57.141979, 12.216930 | 10147600560002 | Ladda upp en bild av detta fornminne |
| Lindberg 57:1                 | Stensättning |              | Lindberg, Halland   |       | 57.144041, 12.221094 | 10147600570001 | Ladda upp en bild av detta fornminne |
| Lindberg 57:2                 | Stensättning |              | Lindberg, Halland   |       | 57.144275, 12.220968 | 10147600570002 | Ladda upp en bild av detta fornminne |
| Lindberg 57:3                 | Stensättning |              | Lindberg, Halland   |       | 57.144534, 12.220781 | 10147600570003 | Ladda upp en bild av detta fornminne |
| Lindberg 57:4                 | Stensättning |              | Lindberg, Halland   |       | 57.144691, 12.220670 | 10147600570004 | Ladda upp en bild av detta fornminne |
| Lindberg 58:1                 | Röse         |              | Lindberg, Halland   |       | 57.148676, 12.226115 | 10147600580001 | Ladda upp en bild av detta fornminne |
| Lindberg 59:1                 | Stensättning |              | Lindberg, Halland   |       | 57.146198, 12.226419 | 10147600590001 | Ladda upp en bild av detta fornminne |
| Lindberg 60:1                 | Röse         |              | Lindberg, Halland   |       | 57.195500, 12.315050 | 10147600600001 | Ladda upp en bild av detta fornminne |
| Lindberg 61:1                 | Röse         |              | Lindberg, Halland   |       | 57.194701, 12.315081 | 10147600610001 | Ladda upp en bild av detta fornminne |
| Lindberg 61:2                 | Stensättning |              | Lindberg, Halland   |       | 57.194781, 12.315336 | 10147600610002 | Ladda upp en bild av detta fornminne |
| Lindberg 62:1                 | Röse         |              | Lindberg, Halland   |       | 57.194029, 12.316374 | 10147600620001 | Ladda upp en bild av detta fornminne |
| Lindberg 63:1                 | Röse         |              | Lindberg, Halland   |       | 57.195048, 12.317182 | 10147600630001 | Ladda upp en bild av detta fornminne |
| Lindberg 64:1                 | Röse         |              | Lindberg, Halland   |       | 57.195651, 12.319113 | 10147600640001 | Ladda upp en bild av detta fornminne |
| Lindberg 65:1                 | Röse         |              | Lindberg, Halland   |       | 57.196148, 12.319056 | 10147600650001 | Ladda upp en bild av detta fornminne |
| Lindberg 66:1                 | Röse         |              | Lindberg, Halland   |       | 57.195966, 12.317326 | 10147600660001 | Ladda upp en bild av detta fornminne |
| Lindberg 66:2                 | Stensättning |              | Lindberg, Halland   |       | 57.195886, 12.317518 | 10147600660002 | Ladda upp en bild av detta fornminne |
| Lindberg 68:1                 | Röse         |              | Lindberg, Halland   |       | 57.150363, 12.209008 | 10147600680001 | Ladda upp en bild av detta fornminne |
| Lindberg 68:2                 | Röse         |              | Lindberg, Halland   |       | 57.150619, 12.209151 | 10147600680002 | Ladda upp en bild av detta fornminne |
| Jälsbjärs rös (Lindberg 69:1) | Röse         |              | Lindberg, Halland   |       | 57.187314, 12.337465 | 10147600690001 | Ladda upp en bild av detta fornminne |
| Lindberg 71:1                 | Stensättning |              | Lindberg, Halland   |       | 57.178197, 12.336417 | 10147600710001 | Ladda upp en bild av detta fornminne |
| Lindberg 72:1                 | Stensättning |              | Lindberg, Halland   |       | 57.176914, 12.335248 | 10147600720001 | Ladda upp en bild av detta fornminne |
| Lindberg 73:1                 | Röse         |              | Lindberg, Halland   |       | 57.168455, 12.184187 | 10147600730001 | Ladda upp en bild av detta fornminne |
| Lindberg 74:1                 | Röse         |              | Lindberg, Halland   |       | 57.168377, 12.173643 | 10147600740001 | Ladda upp en bild av detta fornminne |
| Lindberg 74:2                 | Röse         |              | Lindberg, Halland   |       | 57.168383, 12.173427 | 10147600740002 | Ladda upp en bild av detta fornminne |
| Lindberg 75:1                 | Röse         |              | Lindberg, Halland   |       | 57.162901, 12.173853 | 10147600750001 | Ladda upp en bild av detta fornminne |
| Lindberg 76:1                 | Röse         |              | Lindberg, Halland   |       | 57.160213, 12.168631 | 10147600760001 | Ladda upp en bild av detta fornminne |
| Lindberg 77:1                 | Röse         |              | Lindberg, Halland   |       | 57.163622, 12.159536 | 10147600770001 | Ladda upp en bild av detta fornminne |
| Lindberg 78:1                 | Stensättning |              | Lindberg, Halland   |       | 57.162556, 12.161395 | 10147600780001 | Ladda upp en bild av detta fornminne |
| Stora rös (Lindberg 79:1)     | Röse         |              | Lindberg, Halland   |       | 57.160133, 12.160164 | 10147600790001 | Ladda upp en bild av detta fornminne |
| Holmakullen. (Lindberg 80:1)  | Stensättning |              | Lindberg, Halland   |       | 57.169769, 12.167302 | 10147600800001 | Ladda upp en bild av detta fornminne |
| Holmakullen. (Lindberg 80:2)  | Stensättning |              | Lindberg, Halland   |       | 57.169864, 12.167359 | 10147600800002 | Ladda upp en bild av detta fornminne |
| Lindberg 81:1                 | Stensättning |              | Lindberg, Halland   |       | 57.159613, 12.238410 | 10147600810001 | Ladda upp en bild av detta fornminne |
| Lindberg 82:1                 | Stensättning |              | Lindberg, Halland   |       | 57.176473, 12.290011 | 10147600820001 | Ladda upp en bild av detta fornminne |
| Lindberg 111:1                | Stensättning |              | Lindberg, Halland   |       | 57.152212, 12.316404 | 10147601110001 | Ladda upp en bild av detta fornminne |
| Lindberg 124:1                | Stensättning |              | Lindberg, Halland   |       | 57.153822, 12.257659 | 10147601240001 | Ladda upp en bild av detta fornminne |
| Lindberg 126:1                | Stensättning |              | Lindberg, Halland   |       | 57.154043, 12.264096 | 10147601260001 | Ladda upp en bild av detta fornminne |
| Lindberg 126:2                | Stensättning |              | Lindberg, Halland   |       | 57.154123, 12.264396 | 10147601260002 | Ladda upp en bild av detta fornminne |
| Lindberg 141:1                | Stensättning |              | Lindberg, Halland   |       | 57.168805, 12.265776 | 10147601410001 | Ladda upp en bild av detta fornminne |
| Lindberg 142:1                | Stensättning |              | Lindberg, Halland   |       | 57.171094, 12.266029 | 10147601420001 | Ladda upp en bild av detta fornminne |
| Lindberg 142:2                | Stensättning |              | Lindberg, Halland   |       | 57.170654, 12.266115 | 10147601420002 | Ladda upp en bild av detta fornminne |
| Lindberg 143:1                | Hög          |              | Lindberg, Halland   |       | 57.169799, 12.262486 | 10147601430001 | Ladda upp en bild av detta fornminne |
| Lindberg 151:1                | Hög          |              | Lindberg, Halland   |       | 57.178000, 12.277416 | 10147601510001 | Ladda upp en bild av detta fornminne |
| Lindberg 153:1                | Stensättning |              | Lindberg, Halland   |       | 57.161008, 12.322023 | 10147601530001 | Ladda upp en bild av detta fornminne |
| Lindberg 157:1                | Stensättning |              | Lindberg, Halland   |       | 57.174577, 12.326370 | 10147601570001 | Ladda upp en bild av detta fornminne |
| Lindberg 165:1                | Stensättning |              | Lindberg, Halland   |       | 57.197117, 12.312257 | 10147601650001 | Ladda upp en bild av detta fornminne |
| Lindberg 166:1                | Hällristning |              | Lindberg, Halland   |       | 57.161995, 12.325760 | 10147601660001 | Ladda upp en bild av detta fornminne |
| Lindberg 168:1                | Hällristning |              | Lindberg, Halland   |       | 57.166380, 12.322164 | 10147601680001 | Ladda upp en bild av detta fornminne |
| Lindberg 169:1                | Stensättning |              | Lindberg, Halland   |       | 57.178788, 12.336488 | 10147601690001 | Ladda upp en bild av detta fornminne |
| Lindberg 170:1                | Stensättning |              | Lindberg, Halland   |       | 57.179649, 12.348409 | 10147601700001 | Ladda upp en bild av detta fornminne |
| Lindberg 171:1                | Stensättning |              | Lindberg, Halland   |       | 57.180051, 12.340835 | 10147601710001 | Ladda upp en bild av detta fornminne |
| Lindberg 178:1                | Stensättning |              | Lindberg, Halland   |       | 57.165407, 12.258200 | 10147601780001 | Ladda upp en bild av detta fornminne |
| Lindberg 179:1                | Stensättning |              | Lindberg, Halland   |       | 57.157920, 12.235991 | 10147601790001 | Ladda upp en bild av detta fornminne |
| Lindberg 179:2                | Röse         |              | Lindberg, Halland   |       | 57.158162, 12.235602 | 10147601790002 | Ladda upp en bild av detta fornminne |